# Willard Robertson

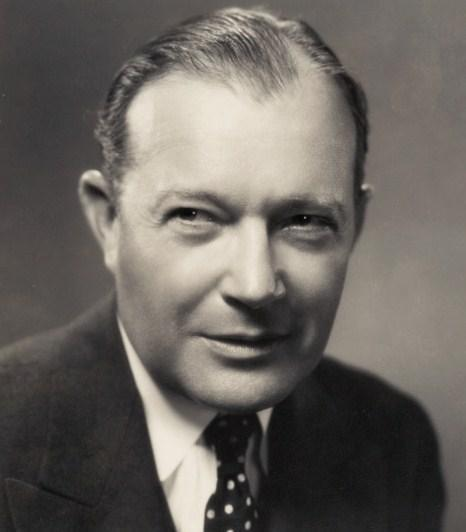
Willard Robertson (in den 1930ern)

Willard Robertson (* 1. Januar 1886 im Runnels County, Texas; † 5. April 1948 in Hollywood, Kalifornien) war ein US-amerikanischer Schauspieler und Autor.

## Leben und Karriere
Willard Robertson wurde am Neujahrstag 1886 im texanischen Runnels Conty geboren. Zunächst arbeitete er dort erfolgreich als Anwalt, ehe ein Interesse an der Schauspielerei sich in ihm entwickelte. Im Mai 1907 machte Robertson sein Broadway-Debüt im Stück The Builders. Am Broadway war der Charakterdarsteller bis 1930 in weiteren 15 Produktionen zu sehen, meist in Nebenrollen. Nach Beginn seiner Schauspielkarriere arbeitete er allerdings weiterhin – zumindest zeitweise – als Anwalt, denn im Ersten Weltkrieg war er für den amerikanischen Staat sowie für Eisenbahnfirmen tätig. Wie viele Theaterschauspieler wechselte er wegen seiner Sprecherfahrung mit Beginn des Tonfilmes Ende der 1920er-Jahre nach Hollywood, nachdem er zuvor nur gelegentlich in Stummfilmen aufgetreten war.
In fast 150 Filmen zwischen 1924 und 1948 spielte Robertson meistens in Nebenrollen Autoritätsfiguren wie Sheriffs, Bürgermeister, Offiziere, Väter oder auch Anwälte. Eine seiner frühen Rollen war der strenge, aber liebende Vater von Kinderstar Jackie Cooper in Norman Taurogs oscarprämiertem Film Skippy (1931) und dem Sequel Sooky (ebenfalls 1931). In seiner folgenden Filmkarriere spielte er meist Autoritätsfiguren in allen Genres, etwa US-Finanzminister Samuel D. Ingham im aufwendigen Historiendrama The Gorgeous Hussy (1936) mit Joan Crawford, einen Offizier im Drama Geheimagent 13 (1938) über den amerikanischen Bürgerkrieg sowie einen Dorfsheriff im Western Ritt zum Ox-Bow (1943), der den Teilnehmern eines Lynchmordes harte Strafen androht. Einen eher untypischen Auftritt hatte er als übertrieben und extravagant auftretender Anwalt von Barbara Stanwyck in der Komödie Die unvergessliche Nacht (1940).
Neben der Schauspielerei war Willard Robertson auch Autor von mehreren Stücken, von denen zwei verfilmt und zwei weitere am Broadway aufgeführt wurden. In den 1940er Jahren schrieb er zwei recht erfolgreiche Romane, wobei der erstere Moontide 1942 von Archie Mayo als Nacht im Hafen mit Jean Gabin und Ida Lupino in den Hauptrollen verfilmt wurde. Willard Robertson, der bis zu seinem Tod als Schauspieler gearbeitet hatte, verstarb 1948 im Alter von 62 Jahren.

## Filmografie (Auswahl)
- 1924: Daughters of the Night
- 1930: The Last of the Duanes
- 1931: Skippy
- 1931: Straßen der Großstadt (City Streets)
- 1932: Call Her Savage
- 1932: Frisco Jenny
- 1932: Unbescholten (Virtue)
- 1932: Jagd auf James A. (I Am a Fugitive from a Chain Gang)
- 1932: Doctor X
- 1932: So Big
- 1932: Wenn ich eine Million hätte (If I Had a Million)
- 1932: Silberdollar (Silver Dollar)
- 1932: Hinter der Maske (Behind the Mask)
- 1933: Kinder auf den Straßen (Wild Boys of the Road)
- 1933: Die Hafen-Annie (Tugboat Annie)
- 1933: Heroes for Sale
- 1933: Der Frauenheld (Lady Killer)
- 1933: Der Boß ist eine schöne Frau (Female)
- 1934: Murder in the Private Car
- 1934: Dickschädel (Here Comes the Navy)
- 1934: Geheimagent 13 (Operator 13)
- 1934: Die Spielerin (Gambling Lady)
- 1934: Das Mädel aus der Unterwelt (Upperworld)
- 1935: Das Schiff des Satans (Dante’s Inferno)
- 1935: In blinder Wut (Black Fury)
- 1935: Öl für die Lampen Chinas (Oil for the Lamps of China)
- 1936: Der Letzte der Mohikaner (The Last of the Mohicans)
- 1936: Helden aus der Hölle (Three Godfathers)
- 1936: The Gorgeous Hussy
- 1936: Winterset
- 1937: Unter vier Augen (This Is My Affair)
- 1937: Der letzte Gangster (The Last Gangster)
- 1938: Die goldene Peitsche (Kentucky)
- 1938: Du und ich (You and Me)
- 1939: Jesse James, Mann ohne Gesetz (Jesse James)
- 1939: Todesangst bei jeder Dämmerung (Each Dawn I Die)
- 1939: Union Pacific
- 1940: Die scharlachroten Reiter (North West Mounted Police)
- 1940: Treck nach Utah (Brigham Young – Frontiersman)
- 1940: Mein kleiner Gockel (My Little Chickadee)
- 1940: Die unvergessliche Weihnachtsnacht (Remember the Night)
- 1941: I Wanted Wings
- 1941: Sullivans Reisen (Sullivan’s Travels)
- 1941: Flucht nach Texas (Texas)
- 1942: Wake Island
- 1943: In die japanische Sonne (Air Force)
- 1943: Spion im Orientexpress (Background to Danger)
- 1943: Keine Zeit für Liebe (No Time For Love)
- 1943: Ritt zum Ox-Bow (The Ox-Bow Incident)
- 1945: Der Vagabund von Texas (Along Came Jones)
- 1946: Mutterherz (To Each His Own)
- 1946: Der Mann aus Virginia (The Virginian)
- 1946: Gehaßt, gejagt, gefürchtet (Renegades)
- 1947: Detektiv mit kleinen Fehlern (My Favorite Brunette)
- 1947: Das tiefe Tal (Deep Valley)
- 1948: Rache ohne Gnade (Fury at Furnace Creek)
- 1948: Belvedere räumt auf (Sitting Pretty)

## Bibliografie (Auswahl)
- vor 1921: Big Game (Theaterstück)
- 1924: Daughters of the Night (Film-Vorlage/Film-Drehbuch)
- vor 1925: Why Women Love (Theaterstück)
- 1927: Black Velvet (Theaterstück)
- 1930: This Man’s Town (Theaterstück)
- 1942: Moontime (Roman, verfilmt als Nacht im Hafen)
- 1944: Oasis (Roman)